# ON THE ROAD 2005-2007 "My First Love"
『ON THE ROAD 2005-2007 "My First Love』（オン・ザ・ロード 2005-2007 "マイ・ファースト・ラブ"）は、2008年4月2日に発売された浜田省吾6作目の映像作品。

## 概要
3年振りの映像作品。2005年開催アリーナツアー「ON THE ROAD 2005 "MY FIRST LOVE"」（26公演）と、2006年〜2007年開催されたホールツアー「ON THE ROAD 2006-2007 "MY FIRST LOVE IS ROCK'N'ROLL"」（83公演）全109公演で延べ40万人を動員したロングツアーの模様を収録。通常盤はDVD2枚組、初回生産限定盤はDVD3枚組。
Disk.1は主にライブ本編、Disk.2はアンコール映像をノーカットと言える内容で収録。2005年さいたまスーパーアリーナと、2007年NHKホールの模様が収録されており、楽曲ごとに会場が切り替わる。楽曲によっては、演奏途中でアリーナとホールの映像が切り替えられるものもある。
またDisk.2の特典映像としてはライブのみで披露される、当時のCD未発売曲「Happy Birthday Song」の特別ヴァージョンが収録されている。
初回生産限定盤の特典DVDのDisk.3はボーナス映像の他にDVD-ROMコンテンツ「The Road Journal 2005-2007」としてツアー各地でのMC集やドキュメント映像他、数多くの貴重な映像を収録。更にホールツアー期間内限定更新のオフィシャル・ブログでのプライベートな写真や記録等の情報も収録。
オリコン総合DVDチャートでは初登場4位を記録し、最終的に5万枚以上を売り上げる好セールスを記録した。

## 収録曲
- ☆がある楽曲はアルバム『My First Love』の収録曲。

### Disc.1
【Live】
1. Prologue "A Place in the Sun"
2. 光と影の季節☆
3. Hello Rock & Roll City
4. この夜に乾杯!☆
5. 旅立ちの朝☆
6. 終りなき疾走
7. 君がいるところが My Sweet Home
8. ロマンスブルー
9. 紫陽花のうた
10. About the 70's (MC)
11. 路地裏の少年
弾き語りでの演奏。
12. Big Boy Blues
13. Thank you☆
14. I am a father☆
15. 花火☆
16. Sweet Little Darlin'
17. Money
18. J.Boy
19. 家路
20. 日はまた昇る

【Special Feature】
- Short Film

1. "初恋"☆

### Disc.2
【Live】
1. Visual Prelude to Encore
2. 初恋☆
本ライブのタイトルナンバー。
3. 恋は魔法さ
4. バックシートラブ
5. 19のままさ
間奏部分が大幅に変更されている。
6. 星の指輪
7. ラストショー
8. さよならの前に
9. 君と歩いた道☆
10. ラストダンス
11. ある晴れた夏の日の午後☆
エンドロール。CD音源が流れる。
12. Epilogue "By the Shore"

【Special Features】
- Bonus Live Visuals

1. 初恋☆
「ON THE ROAD 2006-2007」NHKホール(2007.6.16)
2. 青空のゆくえ
「ON THE ROAD 2005」さいたまスーパーアリーナ(2005.12.11)
3. 生まれたところを遠く離れて
「ON THE ROAD 2006-2007」NHKホール(2007.6.15)
4. Happy Birthday Song (未発表)
「ON THE ROAD 2005」さいたまスーパーアリーナ(2005.12.11)
リハーサル映像を収録。

- Music Video

1. 家路☆

- Behind the Scenes of "My First Love" Tour

1. "Another Side of the Road"

- Slide Show

1. "Somewhere Not Here"

### Disc.3（初回盤のみ）
【Live Visuals】
1. All You Need is Love
2. ある晴れた夏の日の午後☆
3. My Hometown
4. Overture〜A Place in the Sun
5. 初恋☆
6. Monologue "Birthday Eve 2004"
7. Midnight Blue Train

【Music Video】
1. 光と影の季節 Re-edit 2008☆
2. I am a father☆
3. Thank you☆

【DVD-ROM CONTENTS】
- The Road Journal 2005-2007

1. Production Documentaries Part 1
2. ON THE ROAD 2005 "My First Love" Arena Tour
3. Production Documentaries Part 2
4. ON THE ROAD 2006-2007 "My First Love is Rock 'n' Roll" Concert Hall Tour
5. Credit Titles

## 参加ミュージシャン
- 浜田省吾 - Vocal, Guitar & Tambourine
- 町支寛二 - Guitar & Backing vocal
- 長田進 - Guitar
- 美久月千晴 - Bass & Backing vocal
- 小島良喜 - Piano & Backing vocal
- 福田裕彦 - Synthesizer & Backing vocal
- 古村敏比古 - Saxophone, Flute & Backing vocal
- 小田原豊 - Drums